# Астрономически календар
Астрономическият календар е база научни данни подредени в таблици за астрономически обекти от и извън Слънчевата система.
Включва данни относно моментите на изгрев и залез, положението, условията за наблюдение и звездни карти за Слънцето, Луната, планетите, астероидите и кометите до 10-а звездна величина.
От 1954 г. Институтът по астрономия към БАН издава ежегоден астрономически календар. Освен изброените данни, календарът съдържа и научни и научнопопулярни статии на астрономическа тематика.